# Ringstraße (Ingolstadt)

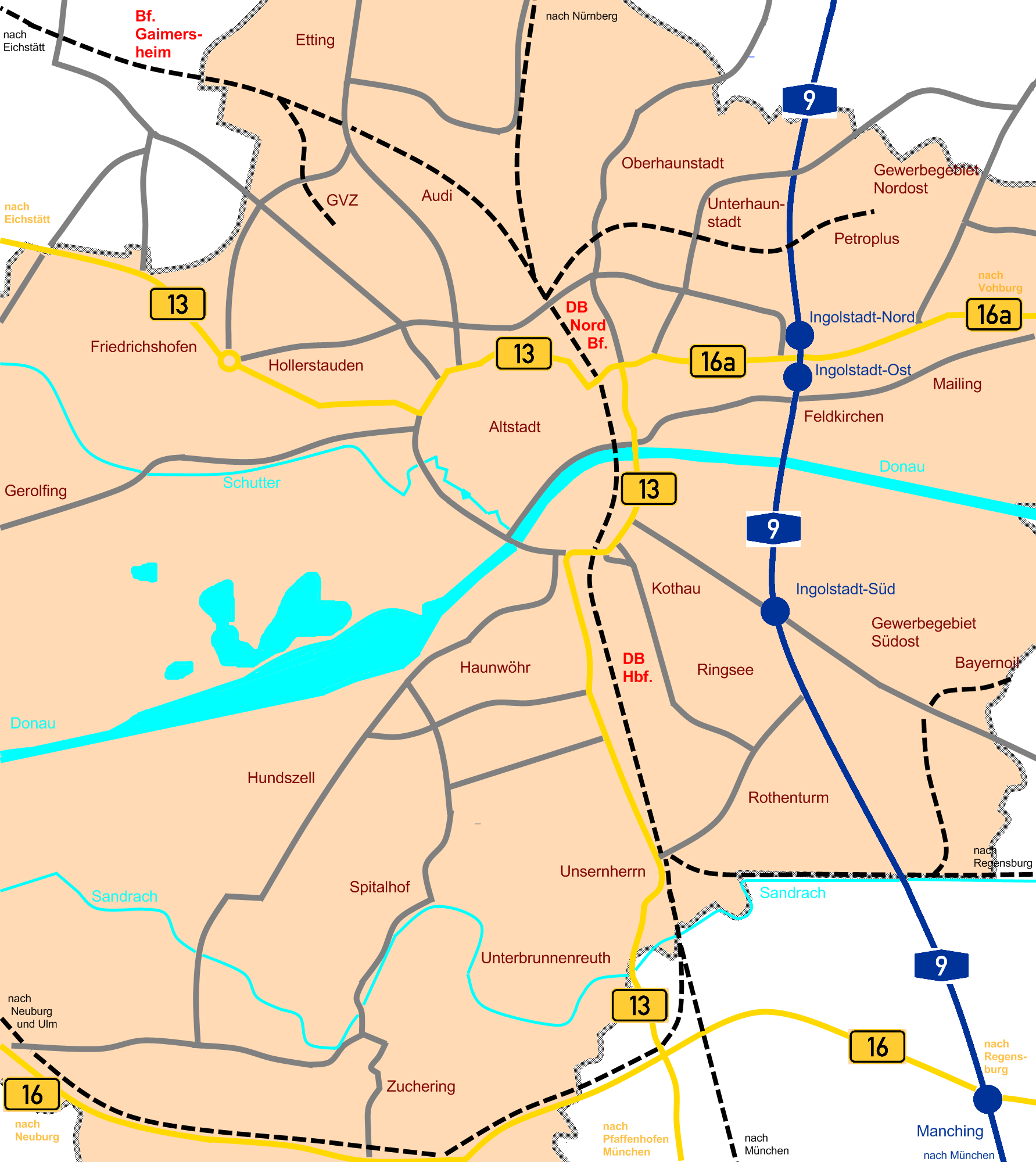
Die Ringstraße führt um die Altstadt

 Die Ringstraße in Ingolstadt führt als Ringstraße um den Stadtkern von Ingolstadt.

## Verlauf
Die Straße wird in vier Abschnitte unterteilt:

### Nördliche Ringstraße
Die Nördliche Ringstraße beginnt ca. auf Höhe des Nordbahnhofs und verläuft entlang des Glacis bis zur Kreuzung Neuburger Straße. Im gesamten Abschnitt ist sie Teil der Bundesstraße 13, die dann auf der Neuburger Straße in Richtung Würzburg weiter verläuft.

### Westliche Ringstraße

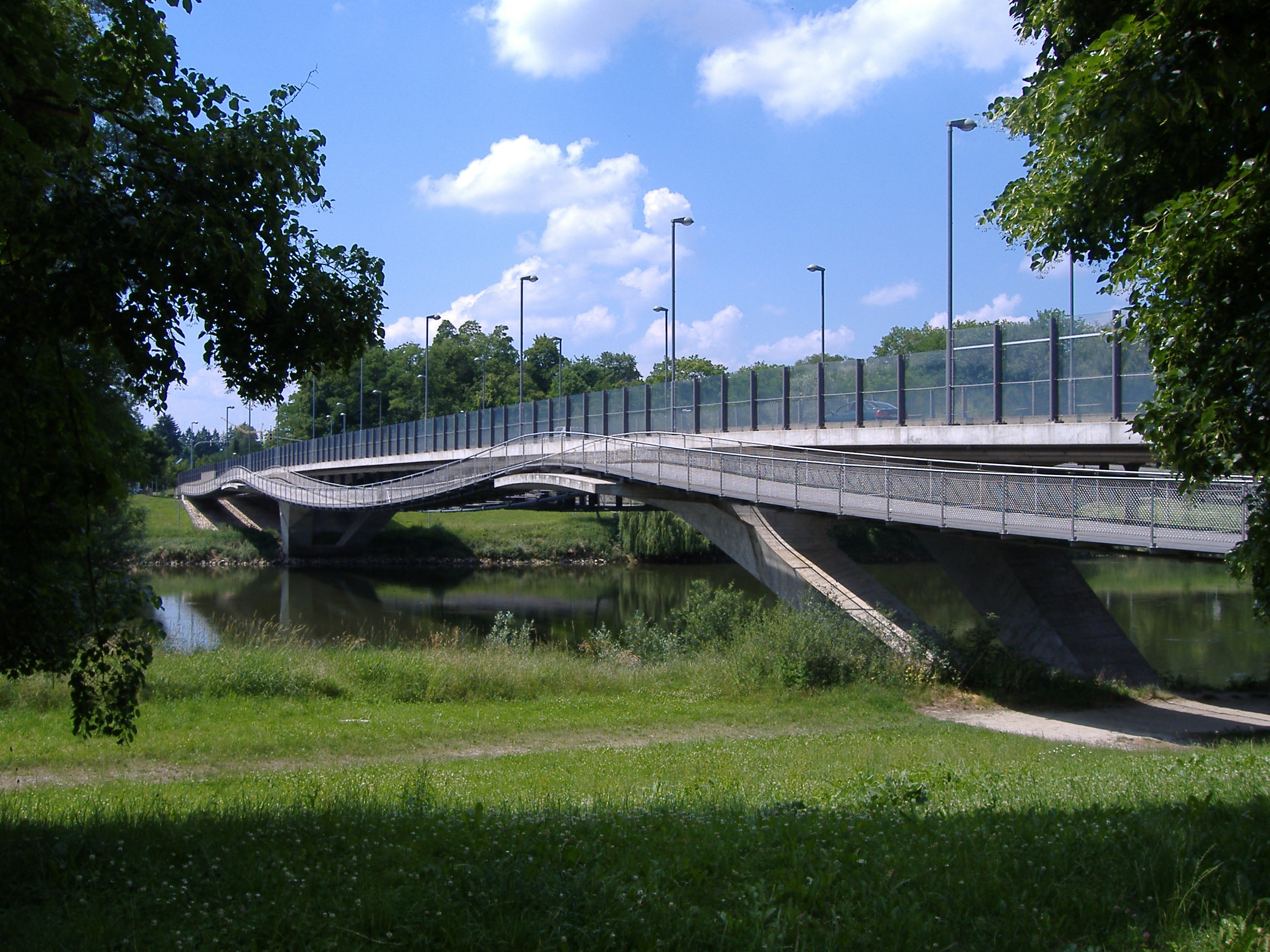
Die Glacisbrücke vom Südufer aus gesehen

Von der Neuburger Straße bis zur Donau verläuft sie weiter als Westliche Ringstraße am Glacis. Am Ende der Westlichen Ringstraße liegt die Glacisbrücke.

### Südliche Ringstraße
Südlich der Donau verläuft die Südliche Ringstraße ab der Kreuzung Münchener Straße als Bundesstraße 16a. Gegenüber der Kreuzung Manchinger Straße liegt die Saturn-Arena. Am anderen Ende der Südlichen Ringstraße führt sie auf der Schillerbrücke wieder über die Donau.

### Östliche Ringstraße
Da sich die Schillerstraße auf der nördlichen Seite befindet ergibt sich, dass die Ringstraße nicht komplett geschlossen ist.
Die Östliche Ringstraße befindet sich als Sackgasse am östlichen Ende der Nördlichen Ringstraße und hat daher weitaus weniger verkehrstechnische Bedeutung als die restlichen Ringstraßen.